# Bobby Locke
Arthur D'Arcy "Bobby" Locke, född 20 november 1917 i Germiston i Sydafrika, död 9 mars 1987 i Johannesburg i Sydafrika, var en av de första internationellt framgångsrika sydafrikanska golfspelarna.
Locke vann sin första tävling som amatör då han var 14 år och han spelade sin första major i The Open Championship 1936 när han var 18 år och den andra året efter. Han blev professionell två år senare och var en framgångsrik segrare på tourerna i sitt hemland där han vann 38 segrar på South African Tour (numera Sunshine Tour). Hans golfkarriär avbröts då han gjorde militärtjänsten under andra världskriget som bombpilot.
Locke återupptog sin karriär i USA 1946 och spelade många uppvisningstävlingar mot Sam Snead, en av de bästa golfspelarna på den tiden. Det var Snead som övertalade honom att pröva lyckan i USA. Locke vann 12 matcher av 14. På två och ett halvt år spelade han 59 tävlingar på PGA-touren. Han vann 11 och slutade bland de tre bästa i 30 av tävlingarna. 1948 vann han Chicago Victory National med 16 slag vilket 2005 fortfarande är den största segermarginalen i en PGA-tävling. 1949 blev han bannlyst från PGA-touren eftersom han föredrog att spela sina flesta tävlingar i Europa. Stängningen hävdes 1951 men Locke valde att inte återvända till golfen i USA.
Locke fortsatte sin karriär i Europa och Afrika. Han vann 23 tävlingar i Europa och de största framgångarna kom med segrarna i The Open 1949, 1950, 1952 och 1957. 1959 var han med om en allvarlig trafikolycka och som en följd av det satte migrän och synsvårigheter stopp för hans karriär.
Locke byggde sin karriär omkring sitt omtalade närspel där wedgen var hans starkaste vapen och hans puttning magnifik. Han myntade uttrycket "You drive for show but putt for dough" och med det menade han att utslagen kan imponera men puttningen är det viktigaste i spelet.
1953 besökte han Falsterbo GK, Rya GK, Stockholms GK, Halmstad GK, Hovås GK och Lidingö GK.
Locke blev hedersmedlem i R&A 1976 och invald i World Golf Hall of Fame 1977.
| Majorsegrare genom tiderna                                                                                    |                 |             |                 |                  |
| 200 olika spelare har vunnit i herrarnas majortävlingar. Bobby Locke var den 85:e spelaren som vann en major. |                 |             |                 |                  |
| 1:a | 84:e            | 85:e        | 86:e            | 200:e            |
| Willie Park Sr                                                                                                | Cary Middlecoff | Bobby Locke | Chandler Harper | Louis Oosthuizen |
| Lista över golfens majorsegrare                                                                               |                 |             |                 |                  |